# Amblyceps cerinum
Amblyceps cerinum är en fiskart som beskrevs av Ng och Wright 2010. Amblyceps cerinum ingår i släktet Amblyceps och familjen Amblycipitidae. Inga underarter finns listade i Catalogue of Life.